# Gryfsen
Gryfsen är en sjö i Falu kommun i Dalarna och ingår i Dalälvens huvudavrinningsområde. Sjön har en area på 0,204 kvadratkilometer och ligger 375,1 meter över havet. Sjön avvattnas av vattendraget Vallasån (Gryfsbäcken).

## Delavrinningsområde
Gryfsen ingår i det delavrinningsområde (675758-150386) som SMHI kallar för Namn saknas. Medelhöjden är 382 meter över havet och ytan är 6,1 kvadratkilometer. Det finns inga avrinningsområden uppströms utan avrinningsområdet är högsta punkten. Vallasån (Gryfsbäcken) som avvattnar avrinningsområdet har biflödesordning 3, vilket innebär att vattnet flödar genom totalt 3 vattendrag innan det når havet efter 284 kilometer. Avrinningsområdet består mestadels av skog (80 procent) och sankmarker (17 procent). Avrinningsområdet har 0,21 kvadratkilometer vattenytor vilket ger det en sjöprocent på 3,4 procent.